# Oncidium adrianae
Oncidium adrianae är en orkidéart som först beskrevs av Lucien Linden, och fick sitt nu gällande namn av Mark W. Chase och Norris Hagan Williams. Oncidium adrianae ingår i släktet Oncidium och familjen orkidéer. Inga underarter finns listade i Catalogue of Life.